# کولینرژیک

استیل کولین

کولینرژیک (به انگلیسی: Cholinergic) در نورولوژی به همه بخش‌های سیستم عصبی که در طول عملکرد خود از استیل کولین استفاده می‌کنند گفته می‌شود.
واحد کولین نوعی نمک آمونیوم چهاروجهی است که در بافت بیشتر جانداران یافت می‌شود و ترکیب اصلی استیل کولین است.
عمل کولین در بدن جلوگیری از تجمع چربی در کبد بوده و همچنین وارد شدن چربی به درون سلول را تسهیل می‌کند. منابع غنی از کولین شامل جگر، زردهٔ تخم‌مرغ، مغز و کلیه می‌شوند.

## سیستم کولینرژیک
در عصب‌شناسی و عنوان‌های مرتبط با آن کولینرژیک در بازه‌های زیر تعریف می‌شود:
- هر ماده (یا لیگاند) که توانایی ایجاد تغییر یا آزادکردن استیل کولین را دارد.
- هر گیرندهٔ عصبی که از استیل کولین به عنوان پیام‌رسان عصبی استفاده کند.
- هر سیناپس که از استیل کولین به عنوان پیام‌رسان‌عصبی استفاده کند.

## داروهای کولینرژیک
داروها و مواد اولیه دارویی مرتبط با کولینرژیک:
دو نوع موسکارینی و نیکوتینی
موسکارینی:
۱_استرهای کولین: استیل کولین، متاکولین، کاباکول، بتانکول
۲_آلکالوئیدها:موسکارین، پیلوکارپین
نیکوتینی
۱_محرک‌های گانگلیونی
۲_محرک‌های نوروموسکولر